# Gare de Godewaersvelde
La gare de Godewaersvelde (en néerlandais : station Godewaarsvelde), était une gare ferroviaire française, de la ligne d'Hazebrouck à Boeschepe. C'était une gare frontière située sur le territoire de la commune de Godewaersvelde, dans le département du Nord et la région Hauts-de-France.
Elle est mise en service en 1870 par la Société des chemins de fer de la Flandre-Occidentale (FO) et fermée en 1954, pour le service des voyageurs, et en 1970 pour celui des marchandises, par la Société nationale des chemins de fer belges (SNCB). Le bâtiment de la gare est toujours présent, il est réaffecté en école depuis 1988.

## Situation ferroviaire
Établie à 31 mètres d'altitude, la gare frontière de Godewaersvelde était située au point kilométrique (PK) 11,3 de la ligne d'Hazebrouck à Boeschepe, entre la gare de Caëstre et la halte de Boeschepe située du côté français de la frontière. Au-delà, elle est prolongée par la ligne belge 69 de Courtrai à Abeele qui débute à la frontière à proximité de la gare d'Abeele.

## Histoire
La gare de Godewaersvelde  est mise en service 10 juin 1870, par la Société des chemins de fer de la Flandre-Occidentale (FO), lorsqu'elle ouvre à l'exploitation la section de Poperinge à la frontière. La Compagnie FO met également en service le prolongement sur le territoire français jusqu'à la gare d'Hazebrouck.
Pour cette ligne internationale la compagnie fait construire sur le même type deux gares frontières, celle d'Abeele en Belgique et celle de Godewaarsvelde en France. Il s'agit d'un important bâtiment comportant aux extrémités deux corps d'habitation à trois ouvertures et un étage utilisé pour les habitations du chef de gare et du receveur de la douane, la partie centrale à sept ouvertures contient les services voyageurs et douaniers.
Durant la Première Guerre mondiale (1914-1918), l'armée pose une deuxième voie pour écouler l'important trafic de trains militaires. Après le conflit, elle est démontée et la gare retrouve une desserte transfrontaliere d'intérêt local avec cinq trains quotidiens, quatre de voyageurs et un de marchandises.
Dans les années 1950-60 la gare possède trois voies et deux quais dont un central, il y a également deux voies de garage terminées par un butoir.
La concurrence des transports routiers finit par aboutir à la fermeture du trafic voyageurs le 23 mai 1954. Un trafic transfrontalier de marchandises perdure jusqu'au 26 septembre 1970. La voie passant devant la gare, entre Caëstre et la frontière, est déclassée le 14 janvier 1972.

## Service des voyageurs
Gare fermée sur un tronçon désaffecté. Les gares les plus proches sont Hazebrouck (France) et Poperinge (Belgique).

## Patrimoine ferroviaire
Le bâtiment voyageurs, construit par la Société des chemins de fer de la Flandre-Occidentale, recourait au même plan que celui de la gare d'Abele, situé du côté belge de la frontière sur le chemin de fer reliant Hazebrouck à Poperinge. La gare du Touquet (village belge près de Warneton et Ploegsteert) bâtie la même année par la Compagnie du chemin de fer d'Ostende à Armentières possédait un bâtiment similaire ; les deux compagnies privées appartenant alors au même consortium. La gare du Touquet ayant été détruite durant la Première Guerre mondiale et celle d'Abele ayant disparu après le démontage de la ligne au début des années 1970, Godewaersvelde est le seul bâtiment de ce type à avoir été conservé.
De grandes dimensions en raison de son statut de gare frontalière, il possédait deux corps de logis distincts accueillant l'appartement du chef de gare et du receveur des contributions du service des douanes. L'aile des voyageurs et du bureau des douanes comporte sept travées, comme à Abele. Les deux pavillons à étages de trois travées par face (sauf le mur intérieur) avec une toiture débordante à arrête transversale se caractérisent par un grand œil-de-bœuf aux pignons. Les ouvertures du rez-de-chaussée sont coiffées d'arcs en plein cintre ; celles de l'étage sont à arcs bombés.
Au début des années 1970, le bâtiment de la gare est désaffecté après avoir perdu son rôle ferroviaire et douanier. Il retrouve une fonction en 1988 avec sa réhabilitation en établissement scolaire : la gare devient une école.

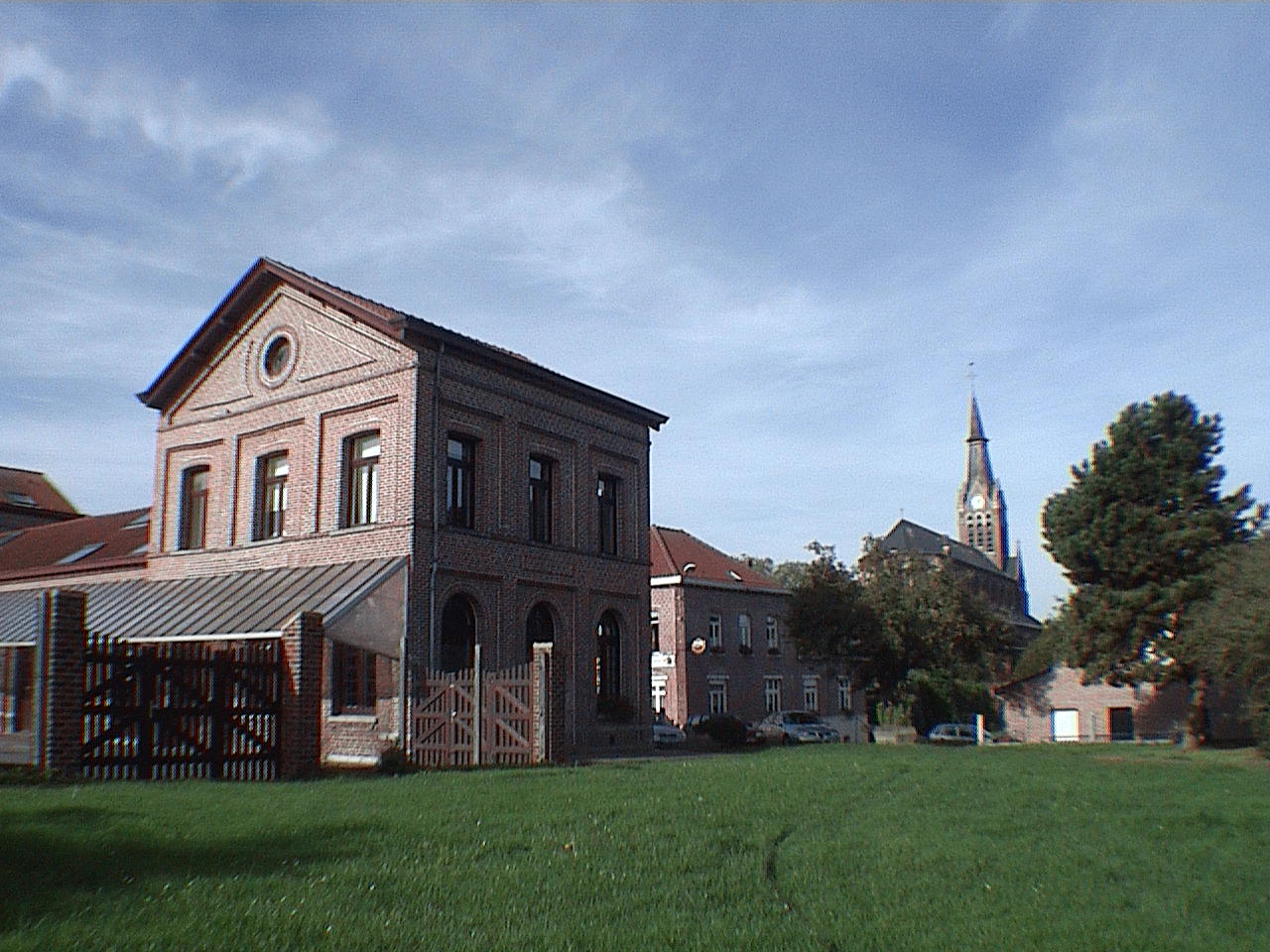
L'ancien bâtiment de la gare devenu école vu depuis l'emplacement des voies (2006).
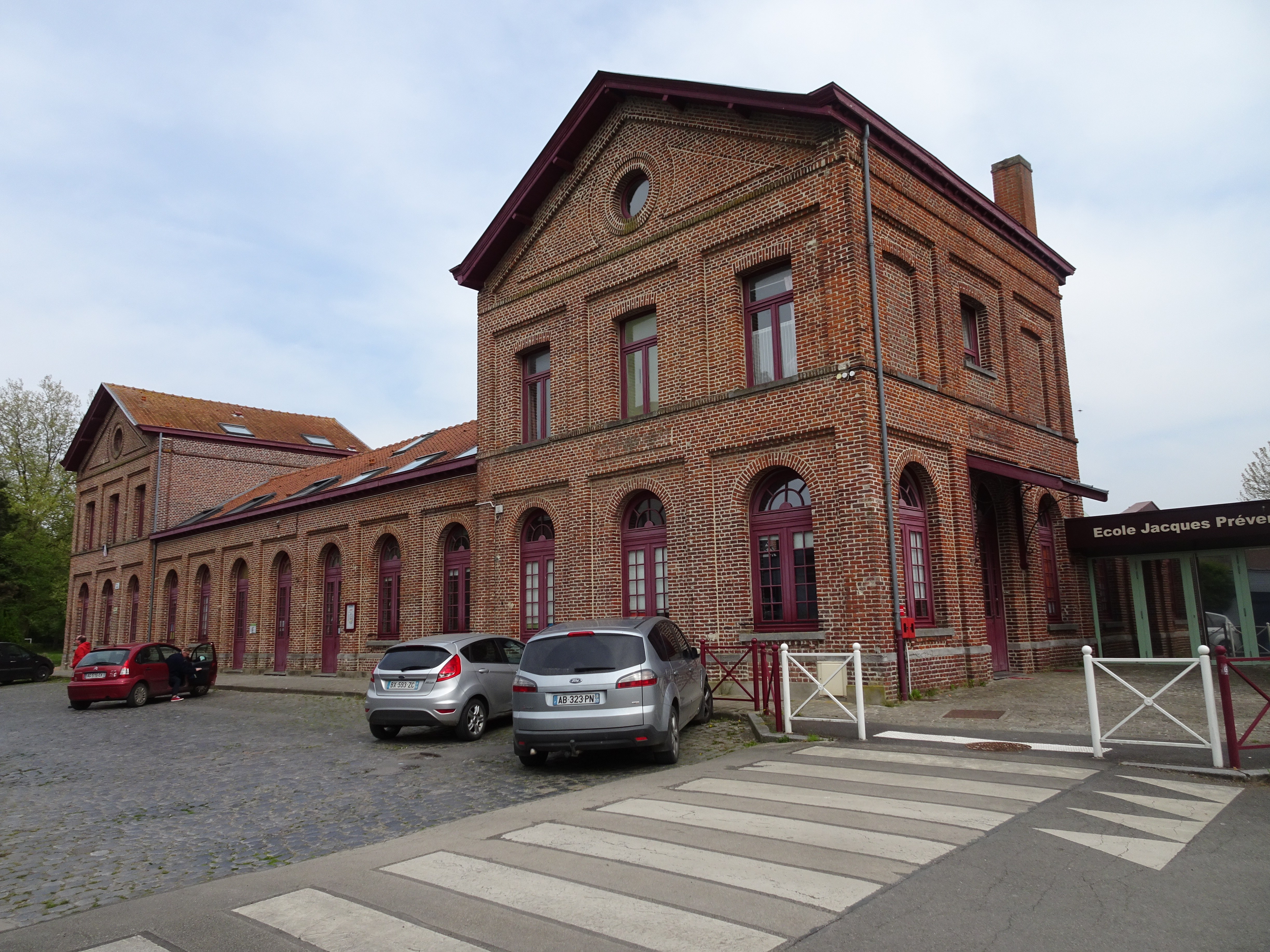
Côté rue (2022).
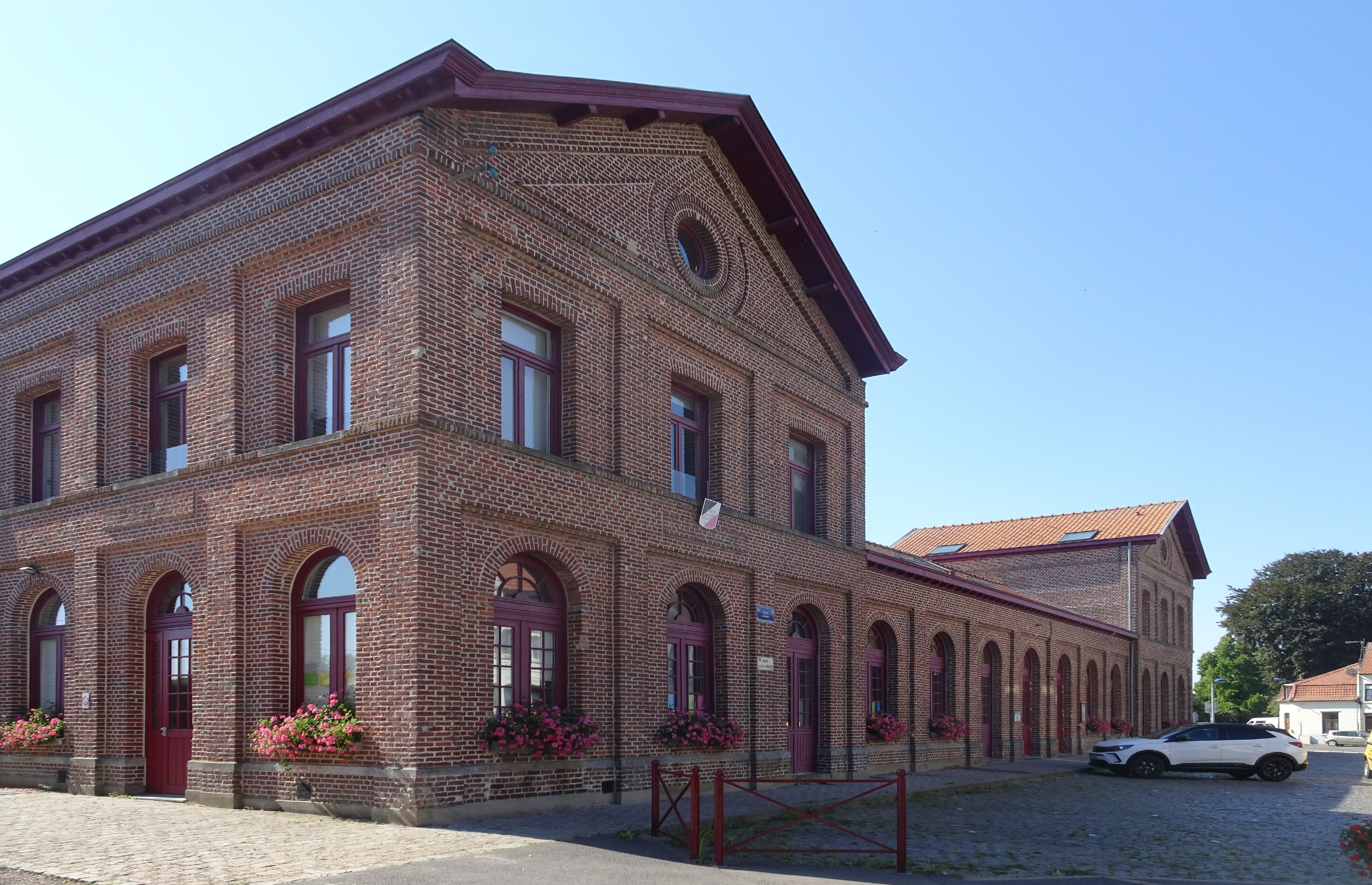
Percements des murs latéraux.